# Museu Arqueológico de Chania
O Museu Arqueológico de Chania (em grego: Αρχαιολογικό Μουσείο Χανίων) fica situado em Chania cidade grega de Creta.

## O Edifício
O Mosteiro de São Francisco é a maior igreja católica romana de Chania. Foi fundado no século XVI. Durante a ocupação turca foi transformado em mesquita.
No início do século XX foi transformado no primeiro cinema público de Chania. Mais tarde depósito militar, e, a partir de 1962, museu arqueológico.

## O Museu
O museu está dividido em duas secções: 

### Este
Objectos pré-históricos e da Civilização Minoica

### Oeste
Colecção de objectos dos tempos históricos (esculturas, mosaicos romanos e moedas).